# NGC 7452
NGC 7452 (również PGC 1306660) – galaktyka soczewkowata (S0), znajdująca się w gwiazdozbiorze Ryb.
Odkrył ją Lewis A. Swift 14 października 1884 roku. Pozycja podana przez niego była jednak niedokładna, dlatego identyfikacja obiektu nie jest pewna – w niektórych katalogach i bazach obiektów astronomicznych (np. w bazie SIMBAD) jako NGC 7452 skatalogowano galaktykę PGC 70261.